# 椅子学
椅子学（いすがく）とは椅子に関する研究を行う学問である。
芸術品としての美術研究と建築学的、人間工学的な実用品としての両面から研究が行われている。椅子のデザイン史観、潮流などの歴史研究も行われている。
椅子学の研究を行う人は大きく分けて二種類いる、家具デザイナーや家具職人などの家具にかかわる系統と建物などを扱う建築家である。椅子学は成立するが家具学は成立しないと主張する研究者が居るほどであり、椅子学は椅子だけで独特の研究体系を持っている。
日本では武蔵野美術大学などで研究が行われており、武蔵野美術大学近代椅子コレクションが特に有名である。

## 有名な研究者
- 島崎信 - 武蔵野美術大学名誉教授
- 野呂影勇 - 早稲田大学人間科学部教授
- 織田憲嗣 - 北海道東海大学芸術工学部教授